# Bukittinggi
Bukittinggi (ook wel Bukit Tinggi, letterlijk "hoge heuvel") is de grootste stad in de Minang-hooglanden, West-Sumatra, Indonesië en de hoofdstad van de stadsgemeente (kota otonom) Bukittinggi. Het ligt 108 kilometer ten noorden van Padang. De stad heeft meer dan 100.000 inwoners. In de Nederlandse periode heette de stad Fort de Kock.

## Geschiedenis
De stad vindt zijn oorsprong in vijf dorpen die zich om een centrale marktplaats hadden gevestigd.
De stad stond bekend als Fort-de-Kock, naar het koloniaal fort dat hier in 1825, tijdens de Padri-oorlogen, werd gebouwd door de Nederlanders en werd vernoemd naar luitenant gouverneur-generaal Hendrik Merkus de Kock. In het begin van de jaren 1890 werd een spoorlijn aangelegd die de stad verbond met de kust.
In de Tweede Wereldoorlog was de stad bezet door Japan. De bezetting eindigde met de overgave van Japan in augustus 1945.
Tijdens de Indonesische Onafhankelijkheidsoorlog was de stad korte tijd de hoofdstad van Indonesië. Het Kabinet Darurat ("noodkabinet") had hier zitting.
In 1949 werd de naam veranderd in Bukittinggi. Tussen 1950 en 1958 was Bukittinggi de hoofdstad van de provincie "Midden-Sumatra", dat daarna werd opgedeeld in West-Sumatra, Riau en Jambi.

## Bestuurlijke indeling
De stad is onderverdeeld in drie onderdistricten (kecamatan):
- Guguak Panjang
- Mandiangin Koto Selayan
- Aua Birugo Tigo Baleh

## Bezienswaardigheden
Bukittinggi is een echte toeristenstad, geliefd om het koele klimaat door de hoge ligging (900 meter).
De stad heeft verscheidene bezienswaardigheden:
- Benteng Fort de Kock (het oude "Fort de Kock")
- Jam Gadang ("Grote Klokkentoren")
- Lobang Jepang (het "Japanse Gat")
- de pasar Jawa (de markt), verbonden door een trap
- het Bundo Kanduang Museum
- Rumah Gadang (groot gezinshuis)

Niet ver van de stad ligt een schilderachtig, steil ravijn met hoge wanden, genaamd "Karbouwengat" (lokaal bekend als Ngarai Sianok).

## Geboren in Fort de Kock / Bukittinggi
- Cornelia van der Hart (1851-1940), Nederlands schilderes, tekenares, illustratrice
- Mohammed Hatta (1902-1980), eerste vicepresident van de Republiek Indonesië
- Lien Gisolf (1910-1993), Nederlands atlete
- August Gerard Deibel (1915-1951), Nederlands vliegenier
- Peter Tazelaar (1920-1993), Nederlands Engelandvaarder en verzetsstrijder
- Onno Molenkamp (1923–1990), Nederlands acteur
- Ine Schenkkan (1941-2001), Nederlands danseres en regisseuse
- Paul Beudel (1942-2013), Nederlands acteur en presentator

Stadsgemeenten: Bukittinggi · Padang · Padang Panjang · Pariaman · Payakumbuh · Sawahlunto · Solok

Regentschappen: Agam · Dharmasraya · Limapuluh Kota · Kepulauan Mentawai · Padang Pariaman · Pasaman · Pasaman Barat · Sijunjung · Solok · Solok Selatan · Tanah Datar · Zuid-Pesisir